# Politik Kills
Politik Kills è il terzo singolo estratto dal quarto album di Manu Chao La Radiolina, pubblicato nel 2007. Per il suddetto singolo è anche stato girato un videoclip in cui un giovane africano lo ascolta passeggiando mentre osserva sui muri dei disegni di protesta.